# AV.link
L'AV.link (anche conosciuto come Q-Link, SmartLink, NexTViewLink, T-V link, Megalogic, DATALOGIC) è un sistema di intercomunicazione tra apparati audio-video e schermi, che sfrutta un cavo SCART. È regolato dalla norma europea 50157.

## Funzionalità
I dati viaggiano lungo il contatto 10 del connettore SCART, riservato alla mai utilizzata linea di interconnessione dati 2, e hanno la massa sul contatto 21.
Le funzionalità dell'AV.link sono:
- Selezione automatica dei dispositivi e selezione automatica bidirezionale del modo di trasmissione che consente la massima qualità dell'immagine sia rispetto ai segnali ricevuti che per quelli inviati (fondamentale)
- Consentire che un apparecchio controlli alcune semplici funzioni di un altro apparecchio collegato. Per esempio, un televisore può controllare parzialmente un videoregistratore (opzionale)

Il sistema, diversamente dalla SCART, prevede che i segnali S-Video siano trattati bidirezionalmente, così come il controllo della qualità dell'immagine. È possibile collegare in serie, mentre la SCART prevede collegamenti in parallelo, più apparecchi (fino a 6, senza perdita della qualità del segnale video) e avere azioni indipendenti e simultanee in ingresso e in uscita, quali l'uso contemporaneo di una sorgente video principale e la registrazione di una secondaria sullo stesso schermo. Rimane la compatibilità con apparecchi SCART riguardo ai segnali audio, video composito, RGB e di crominanza.

## Differenze fisiche con la SCART
Ogni apparecchio conforme all'AV.link deve avere almeno due prese, diversamente cablate: una di salita (il segnale corre verso lo schermo) e una di calata (il segnale si allontana dallo schermo), rispettivamente numerate II e I. Il connettore è fisicamente identico a quello SCART, ma introduce un sistema di bloccaggio della presa alla spina, il cui contatto nel sistema SCART è notoriamente delicato. Tuttavia, nel primo periodo di impiego del sistema, era previsto di usare i connettori SCART ordinari, per poi passare ai connettori particolari AV.link, le cui prese non sono compatibili con le spine SCART per la presenza dell'elemento di bloccaggio.